# Arch Cape
Arch Cape (korábban Cannon Beach) az Amerikai Egyesült Államok északnyugati részén, Oregon állam Clatsop megyéjében elhelyezkedő önkormányzat nélküli település. A 2000. évi népszámláláskor kétszáz lakosa volt, azonban a vízhasználati adatok szerint a nyári hónapokban kilencszázan tartózkodnak itt.

## Története
Richard H. Engeman The Oregon Companion című könyve szerint Arch Cape 1912-ben „távoli falu… a Seaside felől húzódó postakocsi-útvonal mentén”.
A települést járművel kezdetben csak a vízparton, apály idején lehetett elérni. Az 1936-ban elkészült U.S. Route 101 1938-ig Arch Cape-nél végződött; a közlekedési hatóság 1936 februárjában alagútfúrásba kezdett; az 1940-re elkészült műtárgy ekkor az állami országúthálózat leghosszabb alagútja volt. Az 1939-ben Ernest White által épített háromszintes lakóház kezdetben postaként, bővítését követően pedig fogadóként szolgált. Az épület ma is áll.
Deborah Coyle Images of Cannon Beach című kiadványa szerint a posta 1901-ben nyílt meg; a küldeményeket kezdetben gyalog, majd lóháton kézbesítették, 1912-ben pedig postavonatot indítottak. A hivatalt később elköltöztették. Az 1940-es és 1950-es években a postát Ernest White édesanyja, Ross White, valamint Maxine Smith üzemeltették.
A US-101 mentén az 1846-ban elsüllyedt USS Shark szkúnernek állítottak emlékművet ott, ahol a víz a hajó három ágyúját a partra mosta. A projektet részben finanszírozó Arch Cape–Falcon Cove Beach Community Club elnöke, John Piatt szerint az emlékmű „elmeséli, hogyan került a Shark három ágyúja a partra, és hogyan találták meg őket. Azt is elmagyarázza, hogy Arch Cape-et korábban Cannon Beachnek hívták, Ecola városát pedig később Cannon Beachre keresztelték át”.

## Földrajz és éghajlat

### Földrajz
A megyei fejlesztési terv szerint „a közösség, a régió és az állam fontos tereptárgya”. Itt található a Sólyom-foki vízi rezervátum. Az évmilliókkal korábban megkövesedett láva által kialakított Kastély-szikla 1998-ban négy másik madárfaj mellett több mint tízezer uria költőhelyéül szolgált, emellett a veszélyeztetett barna gödényt is megfigyelték itt.
Bonnie Henderson Day Hiking: Oregon Coast című könyve alapján az Oregon-ösvény leghosszabb, egybefüggő erdős szakasza Arch Cape-től déli irányban a Neahkanie-hegyig tart. Több mint tíz kilométeres hosszával az Arch Cape-ösvény az Oswald West park leghosszabb túraútvonala.
A 2008-as hóviharok egy „szellemerdőt” fedtek fel: a mély homok alól négyezer éves fatuskók kerültek elő.

### Éghajlat
A település éghajlata a régió többi részéhez hasonlóan mediterrán, a havi átlaghőmérséklet nem haladja meg a 22 °C-ot. A nyarak szárazak, a telek pedig esősek; havazás ritkán fordul elő. Egy 1974-es jelentés szerint a hőmérséklet az év folyamán csak kis mértékben változik, viszont az óceán közelsége miatt köd a melegebb időszakokban is könnyen kialakulhat.

## Gazdaság és infrastruktúra
A településnek saját tűzoltósága, valamint víz- és csatornaszolgáltatója van. Egy katolikus templom és három szálloda található itt.
Az 1940-es évektől működő, 1967 júliusában leégett zsindelygyár egykor negyven főt foglalkoztatott. A vízügyi hivatal 2017-ben elismerte a települési vízmegőrzési programot; ugyanezen évben a helyi vízmű 4,5 millió dollár támogatást kapott a település vizét szolgáltató tározó megvásárlására és ott erdő kialakítására.

## Fordítás
- Ez a szócikk részben vagy egészben  az   Arch Cape, Oregon című angol Wikipédia-szócikk ezen változatának fordításán alapul.  Az eredeti cikk szerkesztőit annak laptörténete sorolja fel. Ez a jelzés csupán a megfogalmazás eredetét és a szerzői jogokat jelzi, nem szolgál a cikkben szereplő információk forrásmegjelöléseként.